# Stenopsyche tibetana
Stenopsyche tibetana är en nattsländeart som beskrevs av Navás 1932. Stenopsyche tibetana ingår i släktet Stenopsyche och familjen Stenopsychidae. Inga underarter finns listade i Catalogue of Life.